# Claudiano
Cláudio Claudiano (em latim: Claudius Claudianus; ca. 370, Alexandria - 404, Roma), melhor conhecido só como Claudiano, foi um escritor romano dos séculos IV e V. Após escrever panegíricos, pátria e epigramas (alguns deles na Antologia Grega) em grego, foi à Itália, onde compôs panegíricos latinos em Roma (395) para os cônsules Probo e Olíbrio e em Mediolano para o terceiro consulado do imperador Honório (r. 395–423). Desta data até 404, fez mais panegíricos sobre Honório e o general Estilicão nos quais atacou Rufino e Eutrópio, dois cortesões do Império Bizantino. Por sua obra política, recebeu o título de homem claríssimo, uma estátua pública cuja inscrição (CIL 6:1710) registra suas honras e rica esposa escolhida por Serena, esposa de Estilicão. Outros de seus temas incluem a guerra contra o rebelde Gildão (398) e mitos (Do rapto de Prosérpina e Gigantomaquia). Sua poesia e paganismo foram discutidos por Agostinho de Hipona e Orósio.

## Obra
Segue sua lista de obras:
- Panegírico sobre os cônsules Probino e Olíbrio (Panegyricus dictus Probino et Olybrio consulibus)
- Do Rapto de Prosérpina (De raptu Proserpinae)
- Contra Rufino (In Rufinum)
- Sobre a Revolta Gildônica (De Bello Gildonico)
- Contra Eutrópio (In Eutropium)
- Fescenina / Epitalâmio das Núpcias de Honório Augusto (Fescennina / Epithalamium de Nuptiis Honorii Augusti)
- Panegírico sobre o terceiro consulado de Honório Augusto (Panegyricus de Tertio Consulatu Honorii Augusti)
- Panegírico do quarto consulado de Honório Augusto (Panegyricus de Quarto Consulatu Honorii Augusti)
- Panegírico do consulado de Flávio Málio Teodoro (Panegyricus de Consulatu Flavii Manlii Theodori )
- Do consulado de Estilicão (De Consulatu Stilichonis)
- Panegírico do sexto consulado de Honório Augusto (Panegyricus de Sexto Consulatu Honorii Augusti)
- Da Guerra Gótica (De Bello Gethico)

### O texto de Claudiano
- Critical edition, Latin (Michael Hendry)